# Primera División Autonómica de Melilla
La Primera División Autonómica de Melilla, también conocida como Preferente de Melilla, es la sexta categoría de fútbol en la ciudad autónoma de Melilla.
Debido a las condiciones del territorio, todos los partidos se juegan en el Estadio La Espiguera en Melilla con capacidad para 2000 espectadores.

## Sistema de liga
Está compuesto por un grupo de seis equipos. El sistema de competición será liga a doble vuelta. El campeón ascenderá de forma matemática al grupo IX de Tercera Federación, salvo que la plaza esté ocupada por otro representante de la ciudad.

## Equipos 2023-24
- Atlético Melilla C.F.
- C.F. Boomerang S.D.
- C.D. Gimnástico Melilla
- Melilla C.D.
- River Melilla C.F.

## Campeones por temporada
- 1999-00: UD Melilla "B"
- 2000-01: UD Melilla "B"
- 2001-02: CF Rusadir
- 2002-03: UD Constitución
- 2003-04: CF Rusadir
- 2004-05: CD Basto
- 2005-06: Peña Barcelonista
- 2006-07: Peña Real Madrid
- 2007-08: Casino del Real CF
- 2008-09: FC RD Balompédica Melilla
- 2009-10: Casino del Real CF
- 2010-11: Peña Real Madrid
- 2011-12: UD Melilla "B"
- 2012-13: Cabrerizas CF
- 2013-14: Atlético Melilla CF
- 2014-15: River Melilla
- 2015-16: Melistar FS
- 2016-17: CD Melistar
- 2017-18: River Melilla
- 2018-19: Melilla CD
- 2019-20: UD Melilla "B"[1]
- 2020-21: CD Intergym Melilla
- 2021-22: Huracán de Melilla
- 2022-23: Atlético Melilla C.F
- 2023-24: River Melilla C.F (3)
- 2024-205: UD Melilla B